# رکوان
رکوان (انگلیسی: Raekwon؛ زادهٔ ۱۲ ژانویهٔ ۱۹۷۰) رپکن و بازیگر اهل ایالات متحده آمریکا است. وی از سال ۱۹۸۵ میلادی تاکنون مشغول فعالیت بوده است. او عضو گروه مشهور هیپ هاپ وو-تنگ کلن است.
از فیلم‌ها یا برنامه‌های تلویزیونی که وی در آن نقش داشته است می‌توان به اسکری مووی ۳، سیاه و سفید اشاره کرد.

## ترانه‌شناسی
- تنها گلوله ای برای کوبایی‌ها (۱۹۹۵)